# Mercury Bay Boating Club
Le Mercury Bay Boating Club est un club nautique privé de Whitianga sur la péninsule de Coromandel sur l'Île du Nord de Nouvelle-Zélande.
Le club a gagné sa renommée en 1988, lorsque M l'armateur Michael Fay a présenté un défi au nom de ce petit club nautique à la 27e édition de la Coupe de l'America.
Le concepteur naval Bruce Farr a construit un monocoque de 90 pieds, qui est passé dans l'histoire avec le surnom de Big Boat. Le New Zealand KZ-1 a été battu par le catamaran américain Stars & Stripes US-1 du San Diego Yacht Club.
Le yacht a été donné au Musée maritime de Nouvelle-Zélande à Auckland où il est exposé.